# Karina Bryant
Karina Bryant, född den 27 januari 1979 i Kingston-upon-Thames, Storbritannien, är en brittisk judoutövare.
Hon tog OS-brons i damernas tungvikt i samband med de olympiska judotävlingarna 2012 i London.